# Vav-Proteine
Vav-Proteine sind GTP-Austauschfaktoren für Rho-GTPasen. Dadurch wirken sie in der Signalleitung von Zellen. In Säugezellen unterscheidet man drei verschiedene Vav-Proteine. Während Vav-1 auf hematopoetische Zellen beschränkt ist, werden Vav-2 und Vav-3 in verschiedenen Zelltypen exprimiert. Alle drei enthalten eine DH (Dbl-homology)-Domäne, die den GTP-Austausch in kleinen Rho-GTPasen katalysiert, eine PH (pleckstrin-homology)-Domäne und eine SH2-Domäne, die von zwei SH3-Domänen eingefasst ist.

## Vav-Proteine des Menschen
| Gen-Name | UniProt | Aminosäuren | OMIM   | Kommentar                            |
| VAV1     | P15498  | 845         | 164875 | Zinkfinger, Protoonkogen             |
| VAV2     | P52735  | 847         | 600428 | 3 Isoformen, Zinkfinger, Angiogenese |
| VAV3     | Q9UKW4  | 878         | 605541 | 2 Isoformen, Zinkfinger, Angiogenese |